# ملك أباد (معصومية)
ملك أباد (بالفارسية: ملک‌آباد) هي قرية تقع في إيران في قسم معصومیة الريفي. يقدر عدد سكانها بـ 2,440 نسمة .